# Поток (математика)
Поток формализует идею движения частиц в жидкости. Потоки распространены повсеместно в науке, включая инженерию и физику. Понятие потока является базовым для изучения обыкновенных дифференциальных уравнений. Неформально поток можно рассматривать как непрерывное движение точек с течением времени. Более формально поток — это групповое действие вещественных чисел на множестве.
Идея векторного потока, то есть потока, определяемого векторным полем, встречается в областях дифференциальной топологии, римановой геометрии и групп Ли. Через поток обычно определяется производная Ли. Конкретные примеры векторных потоков включают геодезический поток, гамильтонов поток, поток Риччи, поток средней кривизны, и потоки Аносова. Потоки также могут быть определены для систем случайных величин и случайных процессов, и встречаться при изучении эргодических динамических систем.

## Определение
Поток на множестве X — это действие аддитивной группы вещественных чисел на X.
Более явно поток — это отображение
{\displaystyle \varphi :X\times \mathbb {R} \to X}
такое, что для всех x ∈ X и всех действительных чисел s и t,
{\displaystyle {\begin{aligned}&\varphi (x,0)=x;\\&\varphi (\varphi (x,t),s)=\varphi (x,s+t).\end{aligned}}}
Принято писать φt(x) вместо φ(x, t), так что приведённые выше уравнения можно выразить как {\displaystyle \varphi ^{0}={\text{Id}}} (единичная функция) и {\displaystyle \varphi ^{s}\circ \varphi ^{t}=\varphi ^{s+t}} (групповой закон). Тогда для всех t ∈ {\displaystyle R}, отображение φt {\displaystyle :X\to X} является биекцией с обратным φ-t {\displaystyle :X\to X}. Это следует из приведённого выше определения, и действительный параметр t может быть принят как обобщенная функциональная мощность, как при итерации функции.
Обычно требуется, чтобы потоки были совместимы со структурами представленными на множестве X. В частности, если X имеет топологию, то обычно требуется, чтобы φ было непрерывным. Если X имеет дифференцируемую структуру, тогда требуется, чтобы φ было дифференцируемым. В этих случаях поток образует однопараметрическую группу гомеоморфизмов и диффеоморфизмов соответственно.
В определённых ситуациях можно также рассмотреть локальный поток, который определён только в некотором подмножестве. Областью потока из φ называется
{\displaystyle \mathrm {dom} (\varphi )=\{(x,t)\ |\ t\in [a_{x},b_{x}],\ a_{x}<0<b_{x},\ x\in X\}\subset X\times \mathbb {R} .}
Это часто имеет место с потоками векторных полей.

### Альтернативные обозначения
Во многих областях, включая инженерию, физику и изучение дифференциальных уравнений, для потока очень распространено использование неявного обозначения. Таким образом, x(t) записывается как {\displaystyle \varphi ^{t}(x_{0})}, и можно сказать, что переменная x зависит от времени t и начального условия x = x0. Примеры приведены ниже.
В случае потока векторного поля V на гладком многообразии X, поток часто обозначается таким образом, что его генератор становится явным. Например,
{\displaystyle \Phi _{V}\colon X\times \mathbb {R} \to X;\qquad (x,t)\mapsto \Phi _{V}^{t}(x).}

## Орбиты
Учитывая x в X, множество {\displaystyle \{\varphi (x,t):t\in \mathbb {R} \}} называется орбитой x при φ. Неофициально его можно рассматривать как траекторию частицы, которая изначально была расположена в точке x. Если поток генерируется векторным полем, то его орбиты являются изображениями его интегральных кривых.

## Примеры

### Алгебраическое уравнение
Пусть {\displaystyle f:\mathbb {R} \to X} — зависящая от времени траектория, являющаяся биективной функцией. Тогда поток может быть определён с помощью
{\displaystyle \varphi (x,t)=f(t+f^{-1}(x)).}

### Автономные системы обыкновенных дифференциальных уравнений
Пусть {\displaystyle {\boldsymbol {F}}:\mathbb {R} ^{n}\to \mathbb {R} ^{n}} — независимое от времени векторное поле и {\displaystyle {\boldsymbol {x}}:\mathbb {R} \to \mathbb {R} ^{n}} решение задачи при начальных условиях
{\displaystyle {\dot {\boldsymbol {x}}}(t)={\boldsymbol {F}}({\boldsymbol {x}}(t)),\qquad {\boldsymbol {x}}(0)={\boldsymbol {x}}_{0}.}
Тогда {\displaystyle \varphi ({\boldsymbol {x}}_{0},t)={\boldsymbol {x}}(t)} — это поток векторного поля F. Это чётко определённый локальный поток при условии, что векторное поле
{\displaystyle {\boldsymbol {F}}:\mathbb {R} ^{n}\to \mathbb {R} ^{n}} является непрерывным по Липшицу. Тогда {\displaystyle \varphi :\mathbb {R} ^{n}\times \mathbb {R} \to \mathbb {R} ^{n}} также является непрерывным по Липшицу везде, где определено. В общем случае может быть трудно показать, что поток φ определён глобально, но один простой критерий заключается в том, что векторное поле F поддерживается на компакте.

### Обыкновенные дифференциальные уравнения, зависящие от времени
В случае векторных полей {\displaystyle {\boldsymbol {F}}:\mathbb {R} ^{n}\times \mathbb {R} \to \mathbb {R} ^{n}}, зависящих от времени, обозначается {\displaystyle \varphi ^{t,t_{0}}({\boldsymbol {x}}_{0})={\boldsymbol {x}}(t+t_{0}),} где {\displaystyle {\boldsymbol {x}}:\mathbb {R} \to \mathbb {R} ^{n}} — решение
{\displaystyle {\dot {\boldsymbol {x}}}(t)={\boldsymbol {F}}({\boldsymbol {x}}(t),t),\qquad {\boldsymbol {x}}(t_{0})={\boldsymbol {x}}_{0}.}
Тогда {\displaystyle \varphi ^{t,t_{0}}({\boldsymbol {x}}_{0})} — это зависящий от времени поток F. Это не «поток» по приведённому выше определению, но его легко можно рассматривать как таковой, переставив его аргументы. А именно, отображение
{\displaystyle \varphi \colon (\mathbb {R} ^{n}\times \mathbb {R} )\times \mathbb {R} \to \mathbb {R} ^{n}\times \mathbb {R} ;\qquad \varphi (({\boldsymbol {x}}_{0},t_{0}),t)=(\varphi ^{t,t_{0}}({\boldsymbol {x}}_{0}),t+t_{0})}
действительно удовлетворяет групповому закону для последней переменной:
{\displaystyle {\begin{aligned}\varphi (\varphi (({\boldsymbol {x}}_{0},t_{0}),t),s)&=\varphi ((\varphi ^{t,t_{0}}({\boldsymbol {x}}_{0}),t+t_{0}),s)\\&=(\varphi ^{s,t+t_{0}}(\varphi ^{t,t_{0}}({\boldsymbol {x}}_{0})),s+t+t_{0})\\&=(\varphi ^{s,t+t_{0}}({\boldsymbol {x}}(t+t_{0})),s+t+t_{0})\\&=({\boldsymbol {x}}(s+t+t_{0}),s+t+t_{0})\\&=(\varphi ^{s+t,t_{0}}({\boldsymbol {x}}_{0}),s+t+t_{0})\\&=\varphi (({\boldsymbol {x}}_{0},t_{0}),s+t).\end{aligned}}}
Можно рассматривать зависящие от времени потоки векторных полей как частные случаи не зависящих от времени потоков с помощью следующего приема. Определить
{\displaystyle {\boldsymbol {G}}({\boldsymbol {x}},t):=({\boldsymbol {F}}({\boldsymbol {x}},t),1),\qquad {\boldsymbol {y}}(t):=({\boldsymbol {x}}(t+t_{0}),t+t_{0}).}
Тогда y(t) является решением задачи о «не зависящем от времени» начальном значении
{\displaystyle {\dot {\boldsymbol {y}}}(s)={\boldsymbol {G}}({\boldsymbol {y}}(s)),\qquad {\boldsymbol {y}}(0)=({\boldsymbol {x}}_{0},t_{0})}
тогда и только тогда, когда x(t) является решением исходной задачи о начальных значениях, зависящих от времени. Кроме того, тогда отображение φ — это в точности поток «независимого от времени» векторного поля G.

### Потоки векторных полей на многообразиях
Потоки не зависящих от времени векторных полей определяются на гладких многообразиях точно так же, как они определены в евклидовом пространстве
{\displaystyle \mathbb {R} ^{n}} и их локальное поведение такое же. Однако глобальная топологическая структура гладкого многообразия сильно проявляется в том, какие глобальные векторные поля оно может поддерживать, и потоки векторных полей на гладких многообразиях действительно являются важным инструментом в дифференциальной топологии. Основная часть исследований динамических систем проводится на гладких многообразиях, которые в приложениях рассматриваются как «пространства параметров».
Формально: пусть {\displaystyle {\mathcal {M}}} — дифференцируемое многообразие. {\displaystyle \mathrm {T} _{p}{\mathcal {M}}} обозначим касательное пространство точки {\displaystyle p\in {\mathcal {M}}.} Пусть {\displaystyle \mathrm {T} {\mathcal {M}}} будет полным касательным многообразием, то есть {\displaystyle \mathrm {T} {\mathcal {M}}=\cup _{p\in {\mathcal {M}}}\mathrm {T} _{p}{\mathcal {M}}.} Пусть
{\displaystyle f:\mathbb {R} \times {\mathcal {M}}\to \mathrm {T} {\mathcal {M}}}
— зависящее от времени векторное поле на {\displaystyle {\mathcal {M}}}; то есть f является гладкой картой, такой, что для каждого {\displaystyle t\in \mathbb {R} } и {\displaystyle p\in {\mathcal {M}}}, имеется {\displaystyle f(t,p)\in \mathrm {T} _{p}{\mathcal {M}};}, то есть карта {\displaystyle x\mapsto f(t,x)} сопоставляет каждую точку элементу её собственного касательного пространства. Для подходящего интервала {\displaystyle I\subseteq \mathbb {R} }, содержащего 0, поток f — это функция {\displaystyle \phi :I\times {\mathcal {M}}\to {\mathcal {M}}}, которая удовлетворяет
{\displaystyle {\begin{aligned}\phi (0,x_{0})&=x_{0}&\forall x_{0}\in {\mathcal {M}}\\{\frac {\mathrm {d} }{\mathrm {d} t}}{\Big |}_{t=t_{0}}\phi (t,x_{0})&=f(t_{0},\phi (t_{0},x_{0}))&\forall x_{0}\in {\mathcal {M}},t_{0}\in I\end{aligned}}}